# Babka, Belarus
Babka (ryska: Бабка) är ett vattendrag i Belarus.   Det ligger i voblasten Minsks voblast, i den centrala delen av landet, 160 kilometer söder om huvudstaden Minsk.
I omgivningarna runt Babka växer i huvudsak blandskog. Runt Babka är det ganska tätbefolkat, med 58 invånare per kvadratkilometer.